# Bobby Saxton
Robert Saxton, detto Bobby (Doncaster, 6 settembre 1943), è un allenatore di calcio ed ex calciatore inglese, di ruolo difensore.

## Carriera

### Giocatore
Nel 1962 il Derby County lo preleva dai semiprofessionisti del Denaby Utd e, all'età di 19 anni, lo fa esordire tra i professionisti, nella seconda divisione inglese; gioca in questa categoria con i Rams per sei stagioni consecutive, collezionando complessivamente 96 presenze ed una rete in partite di campionato con il club. Passa poi al Plymouth, club di terza divisione, dove rimane fino al 1975 diventando per anni uno dei punti fermi del club: gioca infatti complessivamente 230 partite di campionato, tutte in terza divisione, con i Pilgrims, con cui nella stagione 1974-1975 conquista anche una promozione in seconda divisione. Passa quindi all'Exeter City, club di quarta divisione, con cui al termine della stagione 1976-1977 conquista una promozione in terza divisione, categoria in cui gioca nella stagione 1977-1978, la sua ultima in carriera.
Ha totalizzato complessivamente 418 presenze ed 11 reti nei campionati della Football League.

### Allenatore
Inizia ad allenare il 1º gennaio 1977, diventando giocatore/allenatore dell'Exeter City; anche dopo il ritiro come calciatore rimane allenatore dei Grecians fino al 5 gennaio 1979, quando si dimette per diventare allenatore del Plymouth, in terza divisione: rimane nel club fino al termine della stagione 1980-1981, quando si trasferisce al Blackburn, in seconda divisione.
Allena i Rovers per cinque stagioni e mezzo, tutte in questa categoria: dopo un decimo ed un undicesimo posto nei suoi primi due anni in squadra, nelle stagioni 1983-1984 e 1984-1985 conquista rispettivamente un sesto ed un quinto posto in classifica, non lontano dalla promozione in prima divisione; a seguito di un diciannovesimo posto nella Second Division 1985-1986 e di un inizio di Second Division 1986-1987 lontano dalle posizioni di vertice della classifica, il 30 dicembre 1986 viene però esonerato. Torna ad allenare all'inizio della stagione 1987-1988, sulla panchina dello York City, in terza divisione: il penultimo posto in classifica nella Third Division 1987-1988 (con conseguente retrocessione in quarta divisione) finisce però per costargli un nuovo esonero, che arriva il 30 settembre 1988, poche partite dopo l'inizio della Fourth Division 1988-1989. La sua ultima parentesi da allenatore è infine costituita da un incarico come allenatore ad interim del Newcastle Utd nel 1991, in seconda divisione.

## Palmarès

### Allenatore

#### Competizioni regionali
- North Riding Senior Cup: 1

York City: 1987-1988